# Хомутово (Иркутская область)
Хомуто́во — село в Иркутском районе Иркутской области России. Административный центр Хомутовского муниципального образования.

## Описание
Село расположено на правом берегу реки Куда в 15 км к северу от окраин Иркутска (20 км от центра). Хомутово простирается вдоль реки с запада на восток на 10 км. Через село проходит автодорога Иркутск — Усть-Ордынский — Жигалово.
На протяжении своего существования село выступало сельскохозяйственным центром и одним из основных поставщиков продовольствия для Иркутска, что существенно способствовало развитию населенного пункта.
В последние годы Хомутово фактически превратилось в спальный район Иркутска. Новый коттеджный посёлок носит неофициальное название Западный,  потому что расположен по другую (западную) сторону Качугского тракта. Чёткая граница между поселениями Хомутово, Грановщина, Позднякова и Кудой фактически стёрта. Хомутово является центром агломерации с населением около 33,5 тыс. человек. 
В селе расположена участковая больница с поликлиникой и стационаром.

## Население
| 2002 | 2010  | 2011  | 2012  | 2021    | 2023    | 2024    |
| ---- | ----- | ----- | ----- | ------- | ------- | ------- |
| 5049 | ↗7528 | ↗7579 | ↗8184 | ↗15 064 | ↗24 249 | ↗24 833 |

## История
Старейший населённый пункт района. Первые налоговые ведомости, упоминающие село, датируются 1685 годом, хотя эта дата может не отражать истинного возраста населённого пункта. «Чертёжная книга Сибири» также утверждает, что первое поселение на этих землях возникло в 1685 году, лишь немногим позже возникновения Иркутского острога.
14 октября 1901 года произошла одна из крупнейших катастроф на Байкале: в непогоду затонуло судно «Потапов», погибло около 200 человек (в основном горожане и крестьяне из Хомутово и Оёка).

### История православия в селе Хомутово
Первая церковь в селении Хомутово была возведена еще до 1690 года (скорее всего в 50-х годах), так как в тот год по указу тобольского митрополита Павла в Кудинскую слободу направлялся чёрный дьякон Мисаил собрать дань с церкви. Она изображена на чертеже С. Ремезова, а также упомянута в передаточной описи церквей 1706 года (времени образования Иркутского викариатства), где она поименована как церковь Троицкая. При этой первой церкви любил бывать, служить и отдыхать первый Иркутский епископ прославленный в лике святых Иннокентий Кульчицкий. Церковь эта сгорела при не дошедших до нашего времени обстоятельствах, вместо неё на том же месте в 1751 (по другим сведениям в 1756) была построена другая, тоже деревянная, с двумя приделами во имя Живоначальной Троицы и Пророка Божия Илии, с отдельной колокольней на столбах. Вторая церковь просуществовала до возведения нового каменного храма и была разобрана из-за ветхости в 1833. Тогда же на месте этих храмов была установлена часовня.
Новая каменная церковь начала строиться в 1815 году рядом с деревянной, к юго-западу от неё. Заложена она была по грамоте, данной иркутским епископом Михаилом и возводилась сначала на средства прихожан, а закончена и украшена на пожертвования якутского купца И. Я. Шилова. Им же рядом с храмом была сооружена богадельня, за что его наградили по ходатайству Синода золотой медалью. Одним из первых священников во вновь отстроенном храме Святой Троицы был протоиерей Иоанн Родионов. С момента построения каменный храм стал центром второго иркутского округа — благочиния, которому подчинялись приходы на север от Иркутска вплоть до границы с Капсалом и Олонками. Во все времена при храме служило три-четыре священника и всегда два диакона (один в штате и один заштатный).
Каменная церковь была трёхпридельной: главный холодный храм во имя Живоначальной Троицы освящен 6 мая 1833; правый придел во имя Ильи Пророка — 1 октября 1833; левый придел — во имя Николая Чудотворца — 10 июня 1834. Храм был окружен оградой и аллеями деревьев-лиственниц, посаженными в 1870. В 1910-е годы в приходе числилось 5558 человек; существовала приписная деревянная часовня в д. Карлук.
Троицкая церковь, как об этом свидетельствует благословенная грамота, была построена по «представленному плану и фасаду», иначе говоря, по заранее составленному архитектурному проекту. Документально установить имя архитектора не удалось, но специалисты[кто?] приписывают авторство известному иркутскому архитектору А. И. Лосеву.
Первоначальная объёмно-пространственная композиция здания была нарушена в 1941 году из-за утраты высотной доминанты  — колокольни, которая ранее располагалась над папертью. Её разрушили. В остальном церковь сохранила свои формы. Планировочная структура её имеет черты барокко — полукруглые алтари приделов лишь наполовину выступают из объема храма. Одновременно уже ощутимо влияние классицизма — это прослеживается в форме полуциркульной апсиды и в декоре фасадов. И хотя храм в виде широкого восьмерика на четверике и завершен традиционным восьмилотковым куполом, форма его приближается к полусферам классицизма. Декоративное убранство очень сдержанное — гладкие стены разделены лишь узкими пилястрами и завершены профилированным карнизом. Симметрично расположенные оконные проемы не имеют никакого обрамления.
Троицкая церковь являлась фактически последней каменной культовой постройкой, завершающей эпоху барокко, господствовавшей в Сибири почти столетие. В советское время церковь долгое время оставалась в ведении общины верующих. Её закрывали дважды: сначала в 1932 году (но вскоре по настоятельному требованию населения опять открыли), а затем власти основательно закрыли церковь в 1939 году. Закрытие храма объяснялось законными причинами, главной из которых была официальная просьба приходского собрания закрыть приход, а здание церкви принять на руки государству. Остатки прихожан, из числа ещё не высланных в более северные районы и нерепрессированных, были запуганы сотрудниками областного отдела по делам религий возможными репрессиями и высылками, а приход был обложен непомерным вменённым налогом, что и вынудило последнюю группу верующих некогда огромного прихода написать это прошение. Описи изъятия ценностей этого времени дают некоторое представление о внутреннем устройстве и о богатстве храма. Было изъято и отправлено в Москву 2,5 килограмма серебряных вещей, зачислено в госфонды более 100 наименований ценных предметов, сдано во «Вторцветлом» около 280 кг металла, передано в Спасскую церковь с. Урик более чем 180 кг парчовых изделий. Кроме того, из церкви было вывезено три позолоченных иконостаса: трехъярусный резной главного придела и два двухъярусных из боковых приделов. Последний священник храма, уроженец г. Новосибирска, протоиерей Иннокентий Николаевич Шабалин (1882—1938) был расстрелян советскими властями в 1938 году в с. Пивовариха по обвинению в причастности к монархическому подполью. Также в последние годы в храме с отцом Иннокентием служили протоиерей Николай Иванович Днепровский (1886—1938), который был расстрелян по одному делу с И. Н. Шабалиным и иерей Павел Литвинцев. Иерей Павел был расстрелян красногвардейцами во дворе храма, прямо за его алтарём.
Кроме Святотроицкого благочинного храма в селе был небольшой, переделанный в годы гонений на Церковь из простого дома деревянный храм в честь святого Софрония Кристалевского третьего Епископа Иркутского. Этот храм был открыт в 1924 году и был насильственно закрыт 1 апреля 1936 года. Единственным настоятелем храма был протоиерей Павел Постников, коему во в то время было уже 69 лет. Отец Павел служил в священном сане с 1890 года и при советской власти претерпел жестокие гонения по отношению к себе и к своей семье. В 1930 году он был осуждён Оёкским народным судом за крещение ребёнка без регистрации в органах ЗАГС, опоздание в уплате гарцевого сбора, агитацию против советских властей. Павела Постников после закрытия Софроньевского храма пропал без вести. Сегодня церковь Святого Софрония сохранилась в виде сильно запущенного жилого дома по улице Кирова.
Ещё в селе были часовня в районе поселения Барки и часовня Святого Креста в д. Талька, где она стояла на взгорке — прямо над центром поселения. Часовня на Барках сожжена, часовня в д. Талька разрушилась от времени.
В 1997 году Троицкая Церковь, по ходатайству Иркутских епархиальных властей, указом губернатора Иркутской области, возвращена верующим. В день Святой Пасхи (24 апреля) 1997 года в Храм Святой Троицы с. Хомутова был назначен настоятель иерей Вячеслав Валерьевич Пушкарёв, который возглавил процесс возрождения древней народной святыни.
Первоначально устроить богослужебный процесс в здании самого храма не удалось, так как храм находился в заброшенном и аварийном состоянии. Колокольня была разобрана и продана населению по кирпичу в 1940 году. Её грубо укрыли от дождей и более за ней уже не ухаживали. Главные входы в притвор и в сам храм были так же грубо разобраны, для того, чтобы в здание могла заходить техника, что привело к рассечению стен и деформации фундаментов. Притвор был насквозь пропитан мазутом и солярой в результате многолетней эксплуатации в нём двух дизельных электростанций. Потолки трапезной площадью в 190 кв. м. рухнули наземь из-за сгнивших от постоянных протеканий воды боковых креплений. Главный купол стоял без покрытия и протекал как решето. В храме не было не одного целого окна, так как они тоже пришли в полную непригодность для дальнейшей эксплуатации. В главном алтаре полностью обрушился потолок, а в Никольском приделе разрушилась почти до снования правая стена. Кроме того, в главном пределе были инсценированы разнообразные по назначению помещения, которые предстояло демонтировать. По совету архиепископа Иркутского и Ангарского Вадима (Лазебного) приход обратился к директору ЦСН Надежде Натановне Красной и в то же время в фонд федеральной собственности. Используя факт исторической ценности храма Святой Троицы как памятника архитектуры XIX века, делу передачи храма в собственность иркутской епархии и его возрождению был дан законный ход. Этому также способствовал указ президента Российской Федерации Б. Н. Ельцина «О передаче церковных строений Русской Православной Церкви» от 1992 года.
Так как в первое время в здании храма не было возможности совершать богослужения, приход начал свою работу на дому у прихожанки Надежды Даниловны Язиковой (ул. Урожайная, д. 27), которая родилась в 1929 году в г. Запорожье и была дочерью приходского старосты. В этом доме прошли первые литургии и первые крещения. Около 300 человек было крещено отцом Вячеславом Пушкарёвым на веранде у Надежды Даниловны. Только поздней осень 1997 года было решено переместить богослужебную жизнь в здание самого храма.
Богослужение в самом храме было восстановлено в день Рождества 1998 года. Первые храмовые иконы написаны Павлом Вильчинским, Юлией Геберле, Николаем Натягановым, Светланой Турчаниновой. Сегодня, в храме проведена глубокая реконструкция его внутреннего содержания. Художественный проект выполнен священниками храма Вячеславом Пушкарёвым и Александром Маликовым. В современном виде просматривается[кем?] влияние греческой церковной архитектуры и живописи. Храм находится в состоянии росписи внутренних стен. Роспись ведётся выпускником иркутского художественного училища и Тобольской Духовной семинарии иереем Александром Юрьевичем Маликовым и его подмастерьем Григорием Юрьевичем Балтуевым.
Храм Святой Троицы заново стал Центром Благочиния в 2000 году, а возглавил его священник Вячеслав Пушкарёв. Благочинию подчиняются 28 приходов и 21 священник (в девяти районах на Север от Иркутска вдоль правого берега р. Ангары). Все эти приходы открыты трудами священнослужителей храма в селе Хомутово, а большинство священнослужителей благочиния выросли до священнического сана именно в Свято-Троицком приходе.
Главная древняя святыня храма — старинная икона Николая Угодника, архиепископа Мирликийского.

### Евангельские христиане-баптисты в Хомутово
В 30-е годы XX века в селе была большая община евангельских христиан-баптистов. Даже сегодня, общаясь с коренными жителями поселка, можно услышать, что их бабушки и дедушки были участниками этой общины. Но политика советского правительства привела к тому, что в послевоенное время община прекратила своё существование, оставшиеся верующие посещали Иркутскую общину ЕХБ. В 2011 году в поселке вновь открылась община евангельских христиан-баптистов. Это стало возможным благодаря миссионерской работе, а также стремительному росту застройки новых территорий вокруг поселка, благодаря чему в Хомутово поселились несколько верующих семей, которые и составили основу новой общины. Богослужения проходят в Доме молитвы по адресу п. Хомутово, ул. Колхозная, 10, сайт церкви: библейская.рф